# Mopsos fils d'Ampyx
Pour les articles homonymes, voir Mopsos.
Dans la mythologie grecque, Mopsos (en grec ancien Μόψος / Mópsos), fils d'Ampyx et de la nymphe Chloris, est un devin et un argonaute.

## Famille
Né à Titaressa en Thessalie, Mopsos est le fils d'Ampyx et d'une nymphe donnée tantôt comme étant Chloris ou parfois Arégonis (en).

## Mythes
Mopsos était un guerrier et un devin appartenant au peuple des Lapithes. Il comprenait le langage des oiseaux, ayant appris l'art de l'augure auprès d'Apollon lui-même. Il avait participé aux jeux funéraires du père de Jason et faisait partie des Lapithes qui combattirent les Centaures. Au cours du combat contre les Centaures, Mopsos tua Hodites et, dans une phase ultérieure de la bataille, vit Caeneus planer dans les airs sous l'apparence d'un oiseau, après avoir été tué.
Mopsos était l'un des deux devins ayant rejoint les Argonautes à la recherche de la Toison d'Or, le deuxième étant Idmon.
C'est au retour de l'expédition des Argonautes, alors qu'il fuyait à travers le désert libyen pour échapper aux sœurs en colère de la Gorgone Méduse tuée, que Mopsos mourut de la morsure d'une vipère née d'une goutte du sang qui avait coulé de la tête tranchée de la Méduse. Médée ne put le sauver, même par des moyens magiques, et il mourut en quelques instants. Les Argonautes l'enterrèrent avec tous les honneurs funèbres dans un monument au bord de la mer, et un temple fut ensuite érigé sur le site,,,.
Ovide le place également à la chasse au sanglier de Calydon, bien que la chasse ait eu lieu après le retour des Argonautes et la mort supposée de Mopsos.

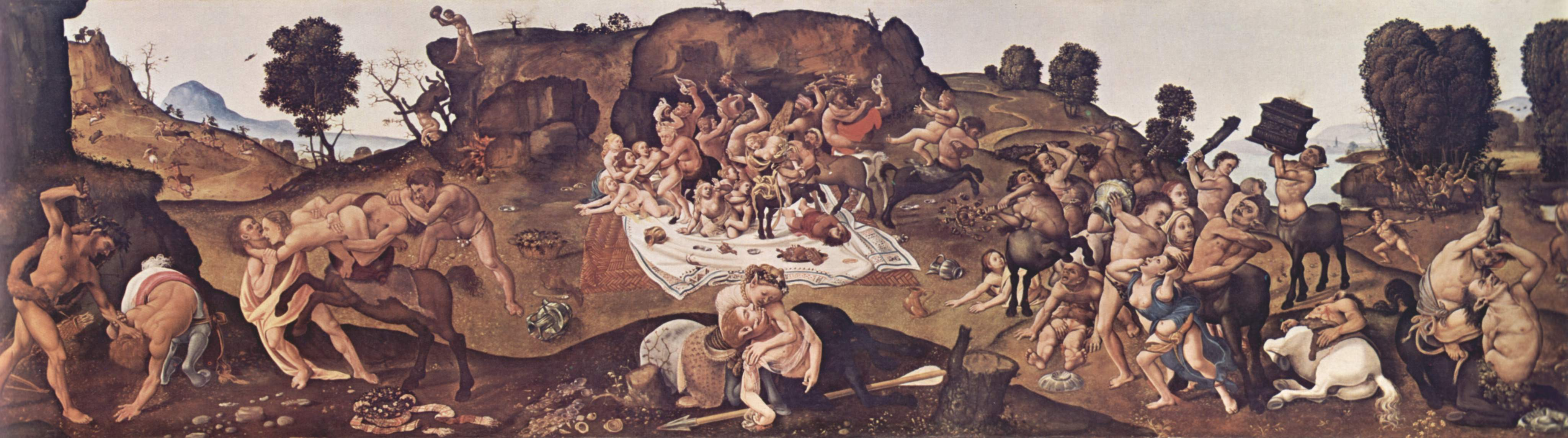
Bataille des Centaures et des Lapithes, à laquelle Mopsos participa avant de rejoindre les argonautes, par Piero di Cosimo.